# Mistrovství světa ve fotbale 2014 – skupina G
Skupina G Mistrovství světa ve fotbale 2014 byla jednou z osmi základních skupin tohoto šampionátu. Nalosovány do ní byly celky Německa, Portugalska, Ghany a USA.

## Týmy
| Pozice při losu (nasazení) | Tým         | Kvalifikován jako            | Datum zajištění účasti | Pořadí účasti na MS | Poslední účast | Nejlepší umístění           | Žebříček FIFA | Žebříček FIFA |
| Pozice při losu (nasazení) | Tým         | Kvalifikován jako            | Datum zajištění účasti | Pořadí účasti na MS | Poslední účast | Nejlepší umístění           | Říjen 2013    | Červen 2014   |
| -------------------------- | ----------- | ---------------------------- | ---------------------- | ------------------- | -------------- | --------------------------- | ------------- | ------------- |
| G1                         | Německo     | vítěz skupiny C UEFA         | 11. října 2013         | 18.                 | 2010           | Vítězové (1954, 1974, 1990) | 2.            | 2.            |
| G2                         | Portugalsko | vítěz baráže UEFA            | 19. listopadu 2013     | 6.                  | 2010           | 3. místo (1966)             | 14.           | 4.            |
| G3                         | Ghana       | vítěz baráže CAF             | 19. listopadu 2013     | 3.                  | 2010           | Čtvrtfinále (2010)          | 23.           | 37.           |
| G4                         | USA         | 1. místo třetí fáze CONCACAF | 10. září 2013          | 10.                 | 2010           | 3. místo (1930)             | 13.           | 13.           |

Poznámka: Žebříček z října 2013 byl použit pro určení nasazení při konečném pořadí losování skupin na Mistrovství světa. Žebříček z června 2014 ukazuje aktuální pořadí mužstva ve světovém žebříčku FIFA.

## Tabulka
| Legenda                                                  |
| -------------------------------------------------------- |
| Vítěz skupiny a druhý v pořadí postupující do osmifinále |

| Tým         | Z | V | R | P | VG | IG | +/− | B |
| ----------- | - | - | - | - | -- | -- | --- | - |
| Německo     | 3 | 2 | 1 | 0 | 7  | 2  | +5  | 7 |
| USA         | 3 | 1 | 1 | 1 | 4  | 4  | 0   | 4 |
| Portugalsko | 3 | 1 | 1 | 1 | 4  | 7  | −3  | 4 |
| Ghana       | 3 | 0 | 1 | 2 | 4  | 6  | −2  | 1 |

Všechny časy zápasů jsou v SELČ.

## Zápasy

### Německo vs Portugalsko
Obě mužstva se spolu utkala v předchozích sedmnácti zápasech, mimo jiné i v zápase o 3. místo na Mistrovství světa 2006, kde utkání lépe zvládlo Německo a vyhrálo 3:1. Jejich poslední střetnutí se uskutečnilo v základní skupině na Mistrovství Evropy 2012, kde brankou útočníka Maria Gómeze zvítězilo Německo poměrem 1:0.
| 16. června 2014 18:00                   |        |             |                                                                   |
| Německo                                 | 4 : 0  | Portugalsko | Arena Fonte Nova, Salvador diváci: 51 080 rozhodčí: Milorad Mazič |
| Müller 12' (pen.), 45', 78' Hummels 32' | Zpráva |             | Arena Fonte Nova, Salvador diváci: 51 080 rozhodčí: Milorad Mazič |

| Německo | Portugalsko |

| BR           | 1  | Manuel Neuer     |  |     |
| PO           | 20 | Jérôme Boateng   |  |     |
| SO           | 17 | Per Mertesacker  |  |     |
| SO           | 5  | Mats Hummels     |  | 73' |
| LO           | 4  | Benedikt Höwedes |  |     |
| DZ           | 16 | Philipp Lahm (c) |  |     |
| SZ           | 6  | Sami Khedira     |  |     |
| SZ           | 18 | Toni Kroos       |  |     |
| PK           | 13 | Thomas Müller    |  | 82' |
| LK           | 19 | Mario Götze      |  |     |
| SÚ           | 8  | Mesut Özil       |  | 63' |
| Nahrazující: |    |                  |  |     |
| ZÁ           | 9  | André Schürrle   |  | 63' |
| OB           | 21 | Shkodran Mustafi |  | 73' |
| ÚT           | 10 | Lukas Podolski   |  | 82' |
| Trenér:      |    |                  |  |     |
| Joachim Löw  |    |                  |  |     |

| BR           | 12 | Rui Patrício          |     |     |
| PO           | 21 | João Pereira          | 11' |     |
| SO           | 2  | Bruno Alves           |     |     |
| SO           | 3  | Pepe                  | 37' |     |
| LO           | 5  | Fábio Coentrão        |     | 65' |
| DZ           | 4  | Miguel Veloso         |     | 46' |
| SZ           | 8  | João Moutinho         |     |     |
| SZ           | 16 | Raul Meireles         |     |     |
| PK           | 17 | Nani                  |     |     |
| LK           | 7  | Cristiano Ronaldo (c) |     |     |
| SÚ           | 9  | Hugo Almeida          |     | 28' |
| Nahrazující: |    |                       |     |     |
| ÚT           | 11 | Éder                  |     | 28' |
| OB           | 13 | Ricardo Costa         |     | 46' |
| OB           | 19 | André Almeida         |     | 65' |
| Trenér:      |    |                       |     |     |
| Paulo Bento  |    |                       |     |     |

| Muž zápasu: Thomas Müller Asistenti rozhodčího: Milovan Ristić Dalibor Đurđević Čtvrtý rozhodčí: Néant Alioum Pátý rozhodčí: Djibril Camara |

### Ghana vs USA
Oba týmy se spolu střetly v předchozích čtyřech zápasech, včetně dvou po sobě jdoucích Mistrovství světa, ve kterých byla vždy úspěšnější Ghana. Na MS v roce 2006 porazila USA v základní skupině 2:1 a v roce 2010 zvítězila v osmifinále po prodloužení 2:1, kde zápas gólem v 93. minutě rozhodl Asamoah Gyan.
| 16. června 2014 24:00 |        |                       |                                                                |
| Ghana                 | 1 : 2  | USA                   | Arena das Dunas, Natal diváci: 39 760 rozhodčí: Jonas Eriksson |
| A. Ayew 82'           | Zpráva | Dempsey 1' Brooks 86' | Arena das Dunas, Natal diváci: 39 760 rozhodčí: Jonas Eriksson |

| Ghana | USA |

| BR                 | 12 | Adam Kwarasey        |       |     |
| PO                 | 4  | Daniel Opare         |       |     |
| SO                 | 19 | Jonathan Mensah      |       |     |
| SO                 | 21 | John Boye            |       |     |
| LO                 | 20 | Kwadwo Asamoah       |       |     |
| SZ                 | 17 | Mohammed Rabiu       | 30'   | 71' |
| SZ                 | 11 | Sulley Muntari       | 90+2' |     |
| ÚZ                 | 10 | André Ayew           |       |     |
| PÚ                 | 13 | Jordan Ayew          |       | 59' |
| SÚ                 | 3  | Asamoah Gyan (c)     |       |     |
| LÚ                 | 7  | Christian Atsu       |       | 78' |
| Nahrazující:       |    |                      |       |     |
| ÚT                 | 9  | Kevin-Prince Boateng |       | 59' |
| ZÁ                 | 5  | Michael Essien       |       | 71' |
| ZÁ                 | 14 | Albert Adomah        |       | 78' |
| Trenér:            |    |                      |       |     |
| James Kwesi Appiah |    |                      |       |     |

| BR               | 1  | Tim Howard        |  |     |
| PO               | 23 | Fabian Johnson    |  |     |
| SO               | 20 | Geoff Cameron     |  |     |
| SO               | 5  | Matt Besler       |  | 46' |
| LO               | 7  | DaMarcus Beasley  |  |     |
| DZ               | 15 | Kyle Beckerman    |  |     |
| SZ               | 11 | Alejandro Bedoya  |  | 77' |
| SZ               | 13 | Jermaine Jones    |  |     |
| ÚZ               | 4  | Michael Bradley   |  |     |
| SÚ               | 17 | Jozy Altidore     |  | 23' |
| SÚ               | 8  | Clint Dempsey (c) |  |     |
| Nahrazující:     |    |                   |  |     |
| ÚT               | 9  | Aron Jóhannsson   |  | 23' |
| OB               | 6  | John Brooks       |  | 46' |
| ZÁ               | 19 | Graham Zusi       |  | 77' |
| Trenér:          |    |                   |  |     |
| Jürgen Klinsmann |    |                   |  |     |

| Muž zápasu: Clint Dempsey Asistenti rozhodčího: Mathias Klasenius Daniel Wärnmark Čtvrtý rozhodčí: Norbert Hauata Pátý rozhodčí: Aden Marwa |

### Německo vs Ghana
Obě mužstva se spolu utkala v předchozích dvou utkáních, včetně základní skupiny na Mistrovství světa ve fotbale 2010, kde utkání rozhodl jediným gólem Mesut Özil a Německo tak zvítězilo 1:0.
Zajímavým faktorem tohoto utkání bylo střetnutí dvou bratrů Jérômea a Kevina-Prince Boatengových, kteří stáli proti sobě (stejně jako na předchozím MS 2010 v Jihoafrické republice). V ghanském dresu hráli společně bratři André Ayew a Jordan Ayew. Němec polského původu Miroslav Klose, který vyrovnával na konečných 2:2, vstřelil na světových šampionátech už 15. gól, čímž vyrovnal rekord Brazilce Ronalda.
| 21. června 2014 21:00 |        |                      |                                                                   |
| Německo               | 2 : 2  | Ghana                | Estádio Castelão, Fortaleza diváci: 59 621 rozhodčí: Sandro Ricci |
| Götze 51' Klose 71'   | Zpráva | A. Ayew 54' Gyan 63' | Estádio Castelão, Fortaleza diváci: 59 621 rozhodčí: Sandro Ricci |

| Německo | Ghana |

| BR           | 1  | Manuel Neuer           |  |     |
| PO           | 20 | Jérôme Boateng         |  | 46' |
| SO           | 17 | Per Mertesacker        |  |     |
| SO           | 5  | Mats Hummels           |  |     |
| LO           | 4  | Benedikt Höwedes       |  |     |
| DZ           | 16 | Philipp Lahm (c)       |  |     |
| SZ           | 6  | Sami Khedira           |  | 70' |
| SZ           | 18 | Toni Kroos             |  |     |
| PK           | 8  | Mesut Özil             |  |     |
| LK           | 19 | Mario Götze            |  | 69' |
| SÚ           | 13 | Thomas Müller          |  |     |
| Nahrazující: |    |                        |  |     |
| OB           | 21 | Shkodran Mustafi       |  | 46' |
| ÚT           | 11 | Miroslav Klose         |  | 69' |
| ZÁ           | 7  | Bastian Schweinsteiger |  | 70' |
| Trenér:      |    |                        |  |     |
| Joachim Löw  |    |                        |  |     |

| BR                 | 16 | Fatau Dauda            |       |     |
| PO                 | 23 | Harrison Afful         |       |     |
| SO                 | 21 | John Boye              |       |     |
| SO                 | 19 | Jonathan Mensah        |       |     |
| LO                 | 20 | Kwadwo Asamoah         |       |     |
| SZ                 | 11 | Sulley Muntari         | 90+4' |     |
| SZ                 | 17 | Mohammed Rabiu         |       | 78' |
| PK                 | 7  | Christian Atsu         |       | 72' |
| ÚZ                 | 9  | Kevin-Prince Boateng   |       | 52' |
| LK                 | 10 | André Ayew             |       |     |
| SÚ                 | 3  | Asamoah Gyan (c)       |       |     |
| Nahrazující:       |    |                        |       |     |
| ÚT                 | 13 | Jordan Ayew            |       | 52' |
| ZÁ                 | 22 | Wakaso Mubarak         |       | 72' |
| ZÁ                 | 8  | Emmanuel Agyemang-Badu |       | 78' |
| Trenér:            |    |                        |       |     |
| James Kwesi Appiah |    |                        |       |     |

| Muž zápasu: Mario Götze Asistenti rozhodčího: Emerson de Carvalho Marcelo van Gasse Čtvrtý rozhodčí: Víctor Hugo Carrillo Pátý rozhodčí: Rodney Aquino |

### USA vs Portugalsko
Oba týmy se spolu střetly v předchozích pěti zápasech, včetně základní skupiny na Mistrovství světa ve fotbale 2002, které vyhrálo mužstvo USA 3:2. Portugalský obránce Pepe byl suspendován na tento zápas, poté, co byl vyloučen v utkání proti Německu.
| 22. června 2014 24:00 |        |                      |                                                                  |
| USA                   | 2 : 2  | Portugalsko          | Arena da Amazônia, Manaus diváci: 40 123 rozhodčí: Néstor Pitana |
| Jones 64' Dempsey 81' | Zpráva | Nani 5' Varela 90+5' | Arena da Amazônia, Manaus diváci: 40 123 rozhodčí: Néstor Pitana |

| USA | Portugalsko |

| BR               | 1  | Tim Howard        |     |       |
| PO               | 23 | Fabian Johnson    |     |       |
| SO               | 20 | Geoff Cameron     |     |       |
| SO               | 5  | Matt Besler       |     |       |
| LO               | 7  | DaMarcus Beasley  |     |       |
| SZ               | 15 | Kyle Beckerman    |     |       |
| SZ               | 13 | Jermaine Jones    | 75' |       |
| PK               | 11 | Alejandro Bedoya  |     | 72'   |
| ÚZ               | 4  | Michael Bradley   |     |       |
| LK               | 19 | Graham Zusi       |     | 90+1' |
| SÚ               | 8  | Clint Dempsey (c) |     | 87'   |
| Nahrazující:     |    |                   |     |       |
| OB               | 2  | DeAndre Yedlin    |     | 72'   |
| ÚT               | 18 | Chris Wondolowski |     | 87'   |
| OB               | 3  | Omar Gonzalez     |     | 90+1' |
| Trenér:          |    |                   |     |       |
| Jürgen Klinsmann |    |                   |     |       |

| BR           | 22 | Beto                  |  |     |
| PO           | 21 | João Pereira          |  |     |
| SO           | 13 | Ricardo Costa         |  |     |
| SO           | 2  | Bruno Alves           |  |     |
| LO           | 19 | André Almeida         |  | 46' |
| DZ           | 4  | Miguel Veloso         |  |     |
| SZ           | 8  | João Moutinho         |  |     |
| SZ           | 16 | Raul Meireles         |  | 69' |
| PK           | 17 | Nani                  |  |     |
| LK           | 7  | Cristiano Ronaldo (c) |  |     |
| SÚ           | 23 | Hélder Postiga        |  | 16' |
| Nahrazující: |    |                       |  |     |
| ÚT           | 11 | Éder                  |  | 16' |
| ZÁ           | 6  | William Carvalho      |  | 46' |
| ZÁ           | 18 | Silvestre Varela      |  | 69' |
| Trenér:      |    |                       |  |     |
| Paulo Bento  |    |                       |  |     |

| Muž zápasu: Tim Howard Asistenti rozhodčího: Hernán Maidana Juan Pablo Belatti Čtvrtý rozhodčí: Wálter López Pátý rozhodčí: Leonel Leal |

### USA vs Německo
Oba týmy se spolu střetly v předchozích devíti utkáních, včetně dvou utkáních na Mistrovství světa, které vyhrálo Německo. Na MS v roce 1998 porazilo USA v základní skupině 2:0 a v roce 2002 vyhrálo ve čtvrtfinále výsledkem 1:0, kde zápas brankou v 39. minutě rozhodl záložník Michael Ballack. Aktuální trenér Spojených států Jürgen Klinsmann hrál za Německo na třech světových šampionátech (na MS v roce 1998 vstřelil druhý gól v utkání proti Spojeným státům), a také se mu jako trenérovi Německa podařilo v roce 2006 s aktuálním německým koučem Joachimem Löwem, který plnil funkci jeho asistenta, postoupit na Mistrovství světa.
| 26. června 2014 18:00 |        |            |                                                                  |
| USA                   | 0 : 1  | Německo    | Arena Pernambuco, Recife diváci: 41 876 rozhodčí: Ravšan Irmatov |
|                       | Zpráva | Müller 55' | Arena Pernambuco, Recife diváci: 41 876 rozhodčí: Ravšan Irmatov |

| USA | Německo |

| BR               | 1  | Tim Howard        |     |     |
| PO               | 23 | Fabian Johnson    |     |     |
| SO               | 3  | Omar Gonzalez     | 37' |     |
| SO               | 5  | Matt Besler       |     |     |
| LO               | 7  | DaMarcus Beasley  |     |     |
| SZ               | 15 | Kyle Beckerman    | 62' |     |
| SZ               | 13 | Jermaine Jones    |     |     |
| PK               | 19 | Graham Zusi       |     | 84' |
| ÚZ               | 4  | Michael Bradley   |     |     |
| LK               | 14 | Brad Davis        |     | 59' |
| SÚ               | 8  | Clint Dempsey (c) |     |     |
| Nahrazující:     |    |                   |     |     |
| ZÁ               | 11 | Alejandro Bedoya  |     | 59' |
| OB               | 2  | DeAndre Yedlin    |     | 84' |
| Trenér:          |    |                   |     |     |
| Jürgen Klinsmann |    |                   |     |     |

| BR           | 1  | Manuel Neuer           |     |     |
| PO           | 20 | Jérôme Boateng         |     |     |
| SO           | 17 | Per Mertesacker        |     |     |
| SO           | 5  | Mats Hummels           |     |     |
| LO           | 4  | Benedikt Höwedes       | 11' |     |
| DZ           | 16 | Philipp Lahm (c)       |     |     |
| SZ           | 7  | Bastian Schweinsteiger |     | 76' |
| SZ           | 18 | Toni Kroos             |     |     |
| PK           | 8  | Mesut Özil             |     | 89' |
| LK           | 10 | Lukas Podolski         |     | 46' |
| SÚ           | 13 | Thomas Müller          |     |     |
| Nahrazující: |    |                        |     |     |
| ÚT           | 11 | Miroslav Klose         |     | 46' |
| ZÁ           | 19 | Mario Götze            |     | 76' |
| ZÁ           | 9  | André Schürrle         |     | 89' |
| Trenér:      |    |                        |     |     |
| Joachim Löw  |    |                        |     |     |

| Muž zápasu: Thomas Müller Asistenti rozhodčího: Abduxamidullo Rasulov Bachadyr Kochkarov Čtvrtý rozhodčí: Néant Alioum Pátý rozhodčí: Djibril Camara |

### Portugalsko vs Ghana
Oba týmy se ještě nikdy předtím spolu nestřetly.
| 26. června 2014 18:00      |        |          |                                                                                    |
| Portugalsko                | 2 : 1  | Ghana    | Estádio Nacional Mané Garrincha, Brasília diváci: 67 540 rozhodčí: Nawaf Shukralla |
| Boye 31' (vl.) Ronaldo 80' | Zpráva | Gyan 57' | Estádio Nacional Mané Garrincha, Brasília diváci: 67 540 rozhodčí: Nawaf Shukralla |

| Portugalsko | Ghana |

| BR           | 22 | Beto                  |       | 89' |
| PO           | 21 | João Pereira          |       | 61' |
| SO           | 3  | Pepe                  |       |     |
| SO           | 2  | Bruno Alves           |       |     |
| LO           | 4  | Miguel Veloso         |       |     |
| DZ           | 6  | William Carvalho      |       |     |
| SZ           | 8  | João Moutinho         | 90+4' |     |
| SZ           | 20 | Ruben Amorim          |       |     |
| PK           | 17 | Nani                  |       |     |
| LK           | 7  | Cristiano Ronaldo (c) |       |     |
| SÚ           | 23 | Éder                  |       | 69' |
| Nahrazující: |    |                       |       |     |
| ZÁ           | 18 | Silvestre Varela      |       | 61' |
| ZÁ           | 10 | Vieirinha             |       | 69' |
| BR           | 1  | Eduardo               |       | 89' |
| Trenér:      |    |                       |       |     |
| Paulo Bento  |    |                       |       |     |

| BR                 | 16 | Fatau Dauda            |     |     |
| PO                 | 23 | Harrison Afful         | 39' |     |
| SO                 | 21 | John Boye              |     |     |
| SO                 | 19 | Jonathan Mensah        |     |     |
| LO                 | 20 | Kwadwo Asamoah         |     |     |
| SZ                 | 17 | Mohammed Rabiu         |     | 76' |
| SZ                 | 8  | Emmanuel Agyemang-Badu |     |     |
| PK                 | 7  | Christian Atsu         |     |     |
| LK                 | 10 | André Ayew             |     | 81' |
| SÚ                 | 18 | Abdul Majeed Waris     | 55' | 71' |
| SÚ                 | 3  | Asamoah Gyan (c)       |     |     |
| Nahrazující:       |    |                        |     |     |
| ÚT                 | 13 | Jordan Ayew            | 78' | 71' |
| ZÁ                 | 6  | Afriyie Acquah         |     | 76' |
| ZÁ                 | 22 | Wakaso Mubarak         |     | 81' |
| Trenér:            |    |                        |     |     |
| James Kwesi Appiah |    |                        |     |     |

| Muž zápasu: Cristiano Ronaldo Asistenti rozhodčího: Yaser Tulerat Ebrahim Saleh Čtvrtý rozhodčí: Wilmar Roldán Pátý rozhodčí: Eduardo Díaz |